# 2009 en bande dessinée
| Années de la bande dessinée : 2006 - 2007 - 2008 - 2009 - 2010 - 2011 - 2012    |
| Décennies de la bande dessinée : 1970 - 1980 - 1990 - 2000 - 2010 - 2020 - 2030 |

Cet article présente les faits marquants de l'année 2009 en bande dessinée.

## Événements
Deux musées sur le thème de la bande dessinée sont inaugurés en 2009. Situé à Louvain-la-Neuve, le musée Hergé ouvre le 2 juin. Le bâtiment a été conçu par l’architecte français Christian de Portzamparc et l’initiative du projet revient à Philippe Goddin (spécialiste d’Hergé), Thierry Groensteen (fondateur du musée d’Angoulême) et Joost Swarte (dessinateur). Le 20 juin, le Musée de la bande dessinée ouvre ses portes à Angoulême dans l’enceinte de la Cité internationale de la bande dessinée et de l'image.

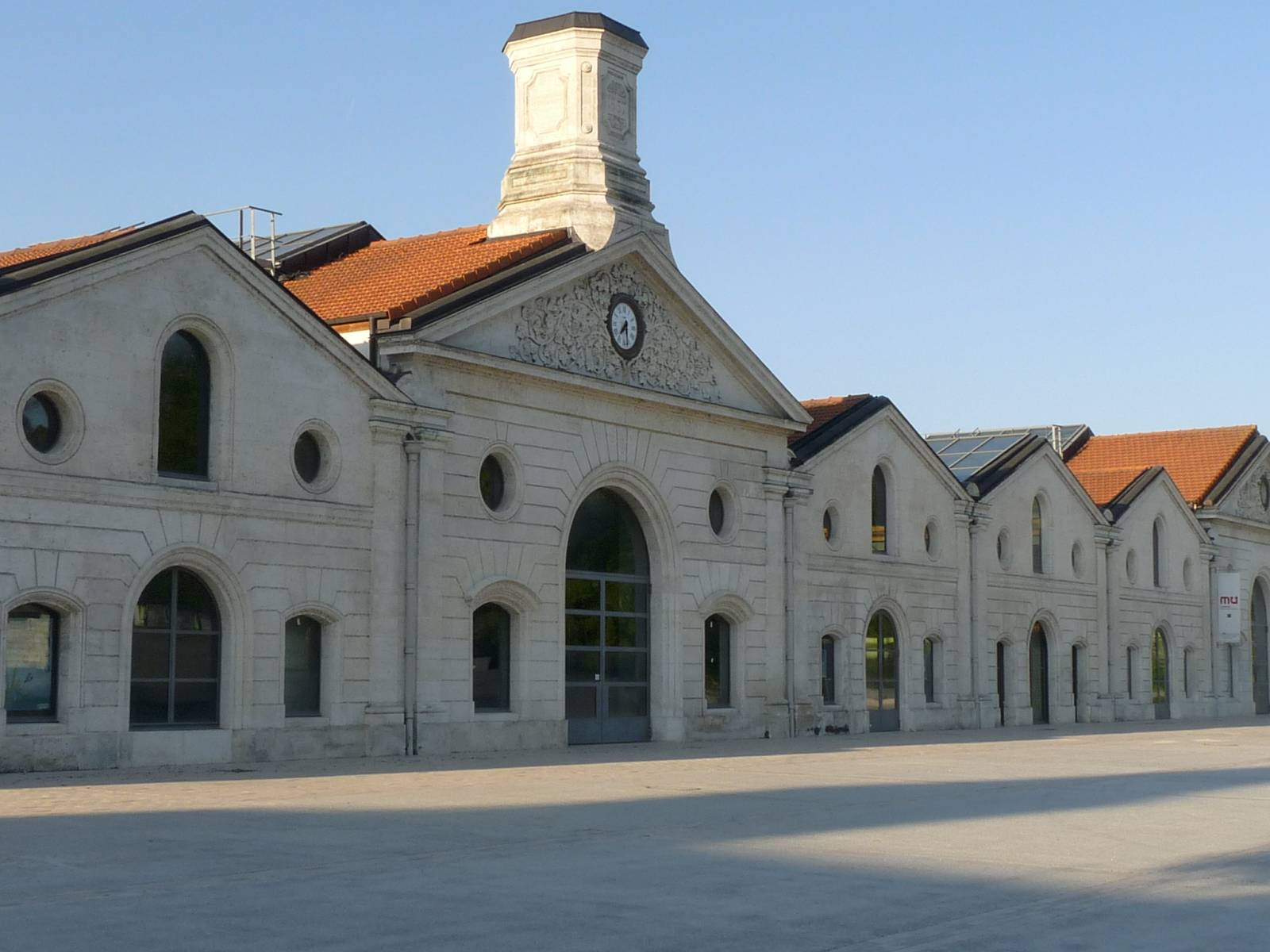
Musée d’Angoulême

- Du 29 au 1er février : 36e Festival international de la bande dessinée d'Angoulême : Festival d'Angoulême 2009
- Du 22 janvier au 13 avril : « Le Louvre invite la bande dessinée »[1], exposition où la bande dessinée mène au musée et inversement.
- Du 28 février au 1er mars : Festival de BD des grandes écoles[2]
- Du 15 avril au 19 avril : 22e Festival de la BD Francophone de Québec[3]
- Du 8 au 10 mai : Festival de la BD franco-belge manga et comics[4]
- Du 5 au 7 juin : 4e Festival de BD de Lyon[5]
- Du 18 au 19 juillet : 16e Festival de BD de Contern (Luxembourg)[6]
- Du 14 au 16 août : 76e Comiket à Tokyo (Japon)
- Du 9 au 12 octobre : Festival international de la BD à Gatineau (Québec)
- Du 23 au 25 octobre : Festival Quai des Bulles à Saint-Malo en présence d’Albert Uderzo
- Du 29 octobre au 1er novembre : festival Comics & Games de Lucques (Italie)
- Du 29 au 31 décembre : 77e Comiket à Tokyo (Japon)

## Nouveaux albums
Voir aussi : Albums de bande dessinée sortis en 2009

### Franco-belge
| Sortie       | Titre                                                                            | Scénariste                                    | Dessinateur                          | Coloriste                        | Éditeur                    |
| ------------ | -------------------------------------------------------------------------------- | --------------------------------------------- | ------------------------------------ | -------------------------------- | -------------------------- |
| 23 janvier   | Le Petit Spirou, t. 14 : Bien fait pour toi !                                    | Tome                                          | Janry et Dan                         | Stéphane De Becker               | Dupuis                     |
| 11 février   | Carthago, t. 2 : L’Abysse Challenger                                             | Christophe Bec                                | Éric Henninot                        | Pierre Matterne                  | Les Humanoïdes Associés    |
| 18 février   | La Nef des fous, t. 7 : Terminus                                                 | Turf                                          | Turf                                 | Turf                             | Delcourt                   |
| 20 février   | Les Mondes d'Aldébaran : Antarès - Épisode 2                                     | Leo                                           | Leo                                  | Leo                              | Dargaud                    |
| 25 février   | Les Aigles décapitées, t. 21 : La Main du prophète                               | Michel Pierret                                | Michel Pierret                       |                                  | Glénat                     |
| 6 mars       | Cassio, t. 1 : Le Premier Assassin                                               | Stephen Desberg                               | Henri Reculé                         |                                  | Le Lombard                 |
| 6 mars       | Cassio, t. 2 : Le Second Coup                                                    | Stephen Desberg                               | Henri Reculé                         |                                  | Le Lombard                 |
| 6 mars       | Jolies Ténèbres                                                                  | Fabien Vehlmann, Marie Pommepuy               | Kerascoët                            | Kerascoët                        | Dupuis                     |
| 11 mars      | Les Gardiens du sang, t. 1 : Le Crâne de Cagliostro                              | Didier Convard                                | Denis Falque                         |                                  | Glénat                     |
| 11 mars      | Animal’z                                                                         | Enki Bilal                                    | Enki Bilal                           | Enki Bilal                       | Casterman                  |
| 25 mars      | L’Hermione, t. 1 : Conspiration pour la liberté                                  | Jean-Yves Delitte                             | Jean-Yves Delitte                    |                                  | Glénat                     |
| 25 mars      | L’Épervier, t. 7 : La Mission                                                    | Patrice Pellerin                              | Patrice Pellerin                     | Patrice Pellerin                 | Soleil                     |
| 3 avril      | Black Op, t. 5                                                                   | Stephen Desberg                               | Hugues Labiano                       |                                  | Dargaud                    |
| 3 avril      | Les Aventures de Francis Blatte, t. 1 : Le Chant du Rastaman                     | Mathieu Sapin                                 | Mathieu Sapin                        |                                  | Dargaud                    |
| 3 avril      | Les Schtroumpfs, t. 27 : Schtroumpf les Bains                                    | Alain Jost et Thierry Culliford, d’après Peyo | Pascal Garray                        | Nine Culliford                   | Dargaud                    |
| 8 avril      | Lémanmaniac                                                                      | Carinne Bertola                               | Carinne Bertola                      |                                  | Glénat                     |
| 8 avril      | La Rose écarlate, t. 5 : Je serai toujours avec toi                              | Patricia Lyfoung                              | Patricia Lyfoung                     |                                  | Delcourt                   |
| 1er avril    | Junior l'aventurier, t. 6 : Antarctique, le dernier secret                       | Mikaël                                        | Mikaël                               | Studio Vicky                     | P’tit Louis                |
| 22 avril     | Okko, t. 5 : Le Cycle de l'air I                                                 | Hub                                           | Hub                                  |                                  | Delcourt                   |
| 22 avril     | Les Voyages extraordinaires d’Ambroise Kurilian, t. 1 : Le Territoire des ombres | Thierry Lemaire                               | Vannara                              |                                  | Glénat                     |
| 6 mai        | Mayday, t. 1 : Air danger                                                        | Youssef Daoudi                                | Youssef Daoudi                       |                                  | Glénat                     |
| 7 mai        | Wayne Shelton, t. 8 : La Nuit des aigles                                         | Thierry Cailleteau                            | Christian Denayer                    | Bertrand Denoulet                | Dargaud                    |
| 22 mai       | Laïka                                                                            | Nick Abadzis                                  | Nick Abadzis                         |                                  | Dargaud                    |
| 22 mai       | W.E.S.T., t. 5 : Megan                                                           | Xavier Dorison et Fabien Nury                 | Christian Rossi                      | Christian Rossi                  | Dargaud                    |
| 12 juin      | Djinn, t. 9 Le Roi gorille                                                       | Jean Dufaux                                   | Ana Mirallès                         | Ana Mirallès                     | Dargaud                    |
| juin         | El Niño, t. 7 : Les Passes de l’Hindou Kouch                                     | Christian Perrissin                           | Boro Pavlovic                        |                                  | Les Humanoïdes Associés    |
| 5 juin       | L’Encre du passé                                                                 | Antoine Bauza                                 | Maël                                 | Maël                             | Dupuis                     |
| juin         | Loving Dead                                                                      | Stefano Raffaele                              | Stefano Raffaele                     |                                  | Les Humanoïdes Associés    |
| 23 juillet   | Trolls de Troy, t. 12 : Sang famille                                             | Christophe Arleston                           | Jean-Louis Mourier                   | Claude Guth                      | Soleil                     |
| août         | Branchages                                                                       | Jochen Gerner                                 | Jochen Gerner                        |                                  | L'Association              |
| septembre    | Notre Mère la guerre, t. 1 : Première Complainte                                 | Kris                                          | Maël                                 | Maël                             | Futuropolis                |
| septembre    | Rona, t. 7 : La symphonie de la Mérule                                           | Malo Louarn                                   | Malo Louarn                          |                                  | Éditions P'tit Louis       |
| 14 septembre | Pascal Brutal Tome 3 : Pascal Brutal cube, Plus fort que les plus forts          | Riad Sattouf                                  | Riad Sattouf                         | Walter, Clémence et Riad Sattouf | Fluide Glacial             |
| 18 septembre | Les Nombrils, t. 4 : Duel de belles                                              | Dubuc                                         | Delaf                                |                                  | Dupuis                     |
| octobre      | Ecowarriors Orang Utan t.1                                                       | Richard Marazano                              | Chris Lamquet                        |                                  | 12 Bis                     |
| octobre      | Le Journal de Jo Manix, t. 1 : Mars 1994 - Juillet 1995                          | Joëlle Guillevic                              | Joëlle Guillevic                     |                                  | FLBLB                      |
| octobre      | Maudit manoir, t. 2 : Journal d'un monstre                                       | Paul Martin                                   | Manu Boisteau                        | Delphine Chédru                  | BD Kids                    |
| novembre     | La Guerre des Sambre – Hugo et Iris chapitre 3 : La Lune qui regarde             | Yslaire                                       | Jean Bastide & Vincent Mezil         | Jean Bastide & Vincent Mezil     | Glénat et Futuropolis      |
| novembre     | Cédric hors-série : Dérapages contrôlés                                          | Raoul Cauvin                                  | Laudec                               | Vittorio Léonardo                | Dupuis                     |
| 6 novembre   | Blast, t. 1 : Grasse carcasse                                                    | Manu Larcenet                                 | Manu Larcenet                        | Manu Larcenet                    | Dargaud                    |
| 20 novembre  | Blake et Mortimer, t. 19 : La Malédiction des trente deniers 1re partie          | Jean Van Hamme                                | René Sterne et Chantal De Spiegeleer | Chantal De Spiegeleer            | Éditions Blake et Mortimer |
| 27 novembre  | Petite Histoire des colonies françaises, t. 3 : La Décolonisation                | Grégory Jarry                                 | Otto T.                              | Otto T.                          | FLBLB                      |

### Comics
| Sortie   | Titre                                      | Scénariste                     | Dessinateur             | Coloriste       | Éditeur        |
| -------- | ------------------------------------------ | ------------------------------ | ----------------------- | --------------- | -------------- |
| février  | La Tour sombre T.4                         | Robin Furth et Peter David     | Richard Isanove         | Richard Isanove | Fusion Comics  |
| mai      | La Tour sombre T.5                         | Robin Furth et Peter David     | Richard Isanove         | Richard Isanove | Fusion Comics  |
| octobre  | La Genèse                                  |                                | Robert Crumb            | noir et blanc   | Denoël Graphic |
| novembre | Spider-Man Noir T1 : Les Illusions perdues | David Hine et Fabrice Sapolsky | Carmine Di Giandomenico |                 | Panini         |
| novembre | La Tour sombre T.6                         | Robin Furth et Peter David     | Richard Isanove         | Richard Isanove | Fusion Comics  |

### Mangas
| Sortie      | Titre                             | Scénariste     | Dessinateur    | Éditeur      |
| ----------- | --------------------------------- | -------------- | -------------- | ------------ |
| 18 février  | Dragon Ball T.1 (Perfect Edition) | Akira Toriyama | Akira Toriyama | Glénat       |
| mai         | Debout l'humanité !               | Osamu Tezuka   | Osamu Tezuka   | FLBLB        |
| mai         | Le visiteur du sud T.2            | Oh Yeong Jin   | Oh Yeong Jin   | FLBLB        |
| 2 juillet   | Highschool of the Dead T.1        | Daisuke Satō   | Shōji Satō     | Pika Édition |
| 6 novembre  | Black Butler T.1                  | Yana Toboso    | Yana Toboso    | Kana         |
| 25 novembre | Dr Slump T.1 (Perfect Edition)    | Akira Toriyama | Akira Toriyama | Glénat       |

## Décès
- 21 janvier : Claude Moliterni, scénariste de bande dessinée français, né en 1932
- 13 mars : José González, dessinateur de bande dessinée, né en 1939
- 21 mars : Ron Clark, scénariste britannique de bandes dessinées, né en 1923
- 31 mars : Joan Bernet Toledano, dessinateur espagnol de bandes dessinées, né en 1924
- 2 avril : Frank Springer, dessinateur de comics, né en 1929
- 19 avril : Henry Boltinoff, auteur de comics
- 1er mai :
  - Ric Estrada, dessinateur de comics américain, né en 1928
  - Claude-Jacques Legrand, scénariste français de bande dessinée, né en 1928
- 5 mai :
  - Murasaki Yamada, mangaka japonaise, née en 1948
  - Angel Puigmiquel, dessinateur espagnol de bandes dessinées, né en 1922
- 22 mai : Yves Duval, scénariste de bande dessinée belge, né en 1934
- 7 juin : B.N. Duncan, auteur de bande dessinée underground américain, né en 1943
- 9 juin : Dave Simons, dessinateur de comics américain, né en 1954
- 10 juin : Fred Noro, scénariste de bandes dessinées français, né en 1929
- 3 juillet : Martin Vaughn-James, auteur de bande dessinée britannique, né en 1943
- 6 juillet : Alfons Figueras, auteur de bande dessinée espagnol, né en 1922
- 25 juillet : Francisco Hidalgo, dessinateur de bande dessinée espagnol, né en 1929
- 16 août : Jacques de Douhet, scénariste de bande dessinée français, né en 1945
- 11 septembre : Yoshito Usui, mangaka japonais, né en 1958
- 15 octobre : George Tuska, dessinateur de comics, né en 1916
- 20 octobre : Jef Nys, auteur de bande dessinée belge, né en 1927
- 23 octobre : Michel Motti, auteur de bande dessinée, né en 1934

- 3 novembre : Shel Dorf, personnalité de bande dessinée américaine, né en 1933
- 13 novembre : François Bel, dessinateur de bande dessinée français, né en 1927
- 21 novembre : Ken Krueger, personnalité de la bande dessinée américain, né en 1926
- 27 novembre : Irving Tripp, dessinateur américain de bande dessinée, né en 1921
- 10 décembre : Jean-Marie Brouyère, auteur de bande dessinée belge, né en 1943
- 14 décembre : Jean-Paul Casterman, directeur d'imprimerie des éditions Casterman, né en 1929
- 26 décembre : Xavier Musquera, dessinateur espagnol de bandes dessinées, né en 1942